# Aerocar
Aerocar (ofte kaldet Taylor Aerocar) var en amerikansk flybil designet og bygget af Moulton Taylor i 1949. Det er den mest vellykkede, og sandsynligvis også mest kendte, «flybil» som nogen sinde er blevet bygget. Den kunne gøres flyveklar på fem minutter, ved at montere propel og vinger.
På vejen var vingerne og haleroret designet til at blive foldet ned langs køretøjet. Aerocar kunne køre op til 100 km/t, og havde en flyhastighed på 180 km/t.
FAA-godkendelsen blev givet i 1956, og Taylor lavede en aftale med selskabet Ling-Temco-Vought om serieproduktion på den betingelse at han kunne skaffe 500 bestillinger. Planerne om produktion blev droppet, da han kun kunne klare at skaffe halvdelen af bestillingerne, og kun seks eksemplarer blev bygget. En af disse er fortsat flyvedygtig, og yderligere eksisterer der et eksemplar, som blev bygget om til verdens eneste Aerocar III.

## De seks modeller
Det blev bygget fire Aerocar I, én Aerocar II og én Aerocar I som blev bygget om til en Aerocar III.
Der findes følgende modeller: N4994P (1949, oprindelig N311214), N101D (1954), N102D (1960), N103D (1956), N107D (1966) og N4345F (Aerocar III). Aerocar III prototypen er nu udstillet på et flymuseum i Seattle.